# Fondation Singer-Polignac
La fondation Singer-Polignac est une fondation reconnue d'utilité publique créée en 1928 à Paris par la mécène Winnaretta Singer, princesse Edmond de Polignac.
Grâce à ses propres fonds, la fondation se consacre à des activités de mécénat en faveur des arts, des lettres et des sciences (sciences humaines et médicales). Depuis 2020, elle est présidée par le professeur Pierre Corvol, de l'Académie des sciences.

## Création
Héritière des machines à coudre Singer, Winnaretta Singer a souhaité mettre sa fortune au profit des arts et des sciences. Elle a ainsi organisé de nombreuses soirées musicales dans son hôtel particulier situé dans le 16e arrondissement de Paris, financé de nombreux projets musicaux et a contribué à faire émerger de jeunes compositeurs comme Igor Stravinsky, Francis Poulenc, Erik Satie, Germaine Tailleferre et Darius Milhaud. Elle a également apporté son soutien financier à des scientifiques comme Marie Curie et Édouard Branly.
Au cours des années 1926 et 1927, Winnaretta Singer sollicite les conseils de Maurice Paléologue car elle souhaite donner une forme juridique à son activité de mécénat. Paléologue lui préconise de créer une fondation scientifique en faveur du Collège de France et demande de l’aide dans cette démarche au professeur Joseph Bédier.
Après différentes étapes et modifications dans le projet de Winnaretta Singer, la création de l’établissement public dénommé « Fondation Singer-Polignac » est votée à l’unanimité le 16 mars 1928 par les deux chambres le même jour et la loi passe au Journal officiel des 26-27 mars 1928. Winnaretta Singer accompagne cette création d’une dotation de trois millions de francs. Le décret pour la dotation à l’État est ratifié le 17 octobre 1928 et paraît au J.O. du 4 novembre.

## Fonctionnement

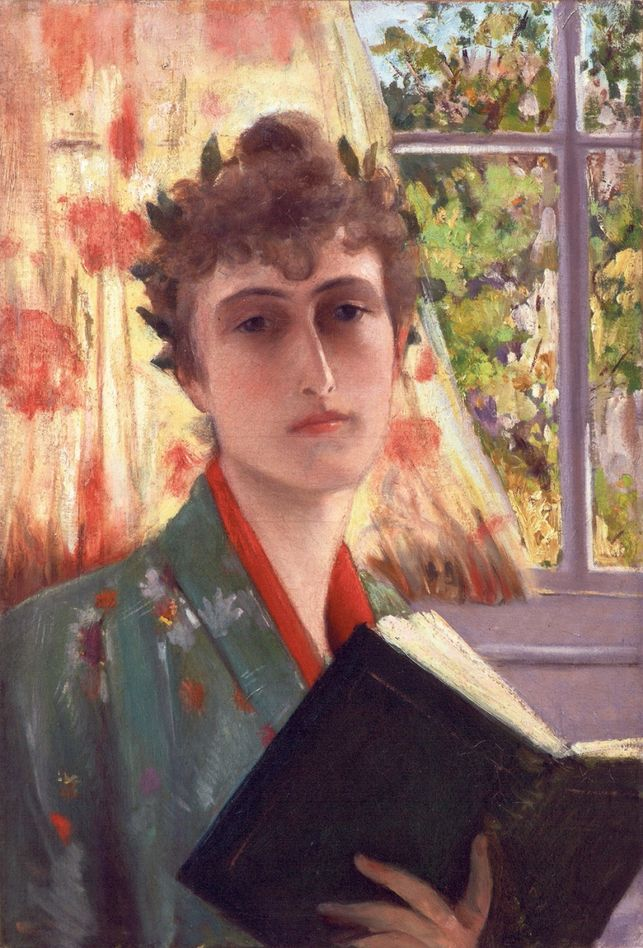
Autoportrait de Winnaretta Singer.

De 1928 à 2020, la fondation est gérée par un conseil d’administration composé de onze membres. Selon la volonté de Winnaretta Singer, princesse Edmond de Polignac, huit membres sont désignés à vie et remplacés par cooptation en cas de décès, disparition ou démission.
Si son premier conseil est principalement composé de membres du Collège de France et de l’Institut de France, son statut d'Établissement public national et son autonomie financière la rendent totalement indépendante de ces deux institutions.
Winnaretta Singer, de 1928 à 1939, fut toujours présente aux réunions du conseil d’administration.
À sa mort, la fondation hérite de son hôtel particulier en 1943, situé au 43, avenue Georges-Mandel à Paris, et s’y installe en 1945. À partir de cette date, la fondation reçoit de la Royal Trust Cie à Montréal une somme variant de 150 000  à   180 000 dollars canadiens et présentée comme un don anonyme « en souvenir de Winnaretta Singer, princesse Edmond de Polignac ».
La donatrice, de nationalité américaine, avait souhaité que ses actifs fussent déposés au Canada et gérés par un trustee américain.
En 1972, le trustee, respectant les volontés de la princesse, dévoile le fonds déposé par celle-ci au Canada et en donne la responsabilité de gestion.
La fondation ne reçoit aucune subvention ni dotation de l’État, son fonctionnement repose uniquement sur la gestion du fonds légué par Winnaretta Singer-Polignac.
Au 1er janvier 2021, la structure juridique de la fondation évolue par le décret du 30 décembre 2020.
Le conseil d’administration est désormais composé de douze membres : huit membres qualifiés et quatre membres de droit représentants du ministère de l'Enseignement supérieur, du ministère de la Culture, du ministère de l’intérieur et du Conseil d'État.

## Activités

### De 1928 à 2006
La fondation Singer-Polignac subventionne des recherches, notamment océanographiques, soutient des projets scientifiques et attribue des bourses d’études. Elle organise également des colloques littéraires et scientifiques à partir de 1937 et en édite elle-même les actes pendant de nombreuses années.
À partir de 1951, Nadia Boulanger, qui était chargée de la programmation des concerts organisés par et pour la princesse, s’occupe désormais de la saison musicale de la fondation. À son décès en 1979, Jean Françaix, un de ses anciens élèves, prend sa succession jusqu’à sa disparition en 1997. Plusieurs programmateurs se partagent ensuite l’organisation des concerts, comme Jehan Despert et Benoît Duteurtre entre autres.

### De 2006 à aujourd'hui

#### La résidence musicale et les concerts
En 2006, le professeur Yves Pouliquen, de l’Académie française, succède à Édouard Bonnefous à la présidence de la fondation. Sous son impulsion et les conseils officieux de Pierre Boulez ainsi que l'aide précieuse d'Yves Petit de Voize, une résidence musicale est alors créée, amplifiant ainsi l’activité de soutien à la musique de chambre qu’avait initiée Winnaretta Singer en son temps. Cette résidence a pour vocation de promouvoir de jeunes artistes, ensembles et compositeurs issus des plus grands conservatoires en les aidant à réaliser leurs projets audiovisuels ou discographiques, en leur permettant de répéter dans des conditions optimales et de se produire devant un public lors de concerts.
Elle se divise en trois statuts :
- les artistes résidents[15] (jeunes artistes généralement de moins de 30 ans) ;
- les artistes associés[16] (solistes ou ensembles avec une certaine renommée capables de fédérer autour de projets impliquant les plus jeunes) ;
- les compositeurs en résidence[17].

Les entrées en résidence se font uniquement par cooptation par le biais des conseillers musicaux de la fondation (depuis le début de la résidence en 2006 par Yves Petit de Voize et Benoît Duteurtre, puis Maxime Pascal depuis 2017) ou des artistes associés tels le Quatuor Ebène, Renaud Capuçon, Le Poème Harmonique, le Quatuor Hermès, Les Cris de Paris.
Six salles de répétition sont mises à disposition des artistes qui ont la possibilité de participer à la saison musicale produite par la fondation en ses murs ou hors les murs, ou bien de prendre part à la programmation de festivals qu’elle soutient tels que le Festival de Pâques de Deauville ou le Festival de Pont-Croix.
Seuls les artistes issus de la résidence artistique peuvent participer aux concerts produits par la fondation.
Les concerts de la saison musicale de la fondation sont principalement organisés dans son salon de musique et sont accessibles sur invitation.
À la suite du confinement de 2020, la fondation s’ouvre au streaming et propose une série de concerts filmés à huis clos dans son salon de musique en mai, en partenariat avec medici.tv. En novembre 2020, elle produit son propre festival, entièrement filmé et diffusé en ligne, puis retransmis en différé sur medici.tv. Une deuxième édition a eu lieu en mai 2021.

#### Les journées culturelles et scientifiques
La fondation continue d’organiser des colloques axés sur les arts, la littérature, les sciences humaines et les sciences médicales. Ces journées culturelles et scientifiques sont sur entrée libre mais sur inscription obligatoire en ligne. Chaque intervention est filmée et publiée sur le site de la fondation. Depuis 2021, les événements sont retransmis en direct sur sa plateforme singer-polignac.tv

#### Les aides directes et les prix
Depuis 2011, les membres du conseil d’administration de la fondation récompensent des associations ou structures méritantes dans le domaine des arts, des sciences ou du social. Chaque année, un vote permet de déterminer les lauréats de cette aide directe après étude de dossiers de candidature.
De 2014 à 2016, la fondation organisait le Prix des Muses, un prix musical, créé dans le cadre de Musicora en 1993, destiné à distinguer des ouvrages en langue française consacrés à la musique classique, au jazz et aux musiques traditionnelles.

## Conseil et membres

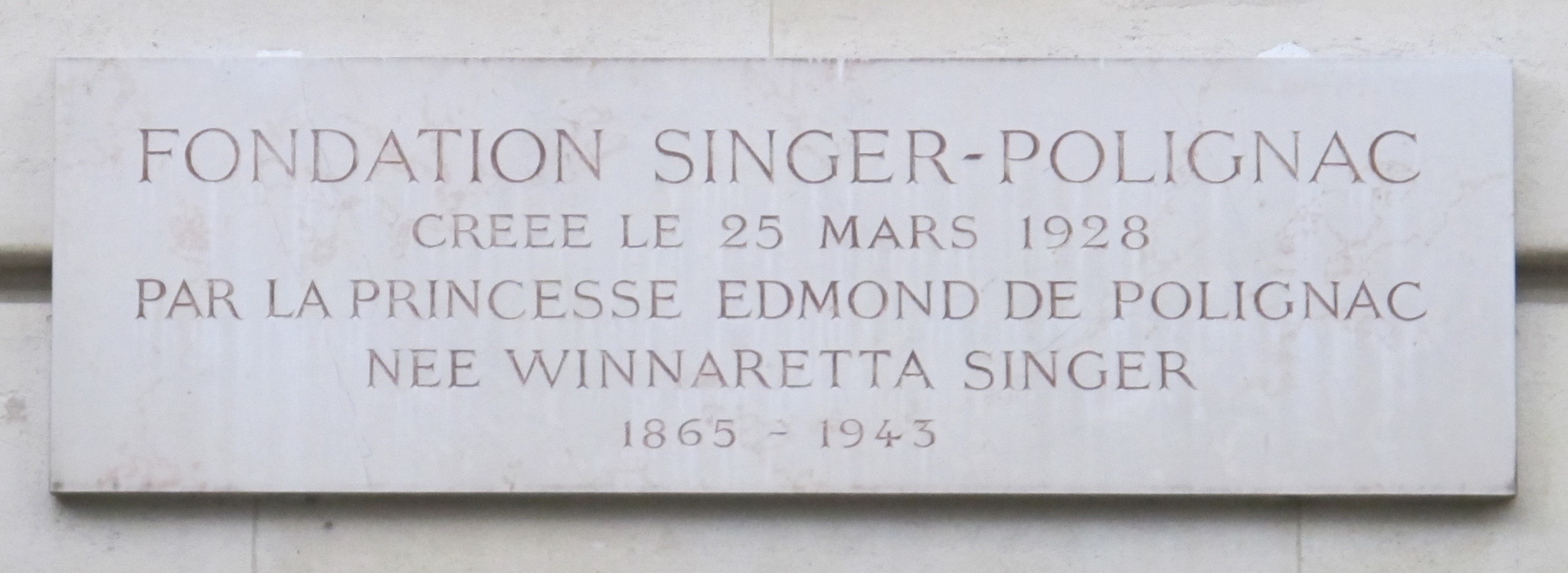
Plaque sur la façade de la fondation.

### Conseil actuel
L'actuel conseil d'administration se compose de :
- Pierre Corvol, président (2020) ;
- Michel Zink, vice-président ;
- Gilbert Guillaume, trésorier ;
- Alain Carpentier ;
- Hélène Carrère d'Encausse ;
- Marie-Germaine Bousser ;
- Pierre Mutz, représentant du ministère de l'Intérieur ;
- Antoine Compagnon ;
- Amin Maalouf ;
- Maryvonne de Saint-Pulgent, représentante du Conseil d'État ;
- Françoise Combes, représentante du Ministère de l'Enseignement supérieur.

### Premier conseil d'administration
Le premier conseil d'administration comprenait, en ces termes :
- Raymond Poincaré, de l’Académie française, ancien président de la République[28] ;
- Maurice Paléologue, de l’Académie française, ambassadeur de France ;
- Joseph Bédier, de l’Académie française, professeur au Collège de France ;
- Édouard Estaunié, de l’Académie française, professeur au Collège de France ;
- Léon Guillet, de l’Académie des sciences ;
- Jean de Polignac (1888-1943) ;
- Monsieur Decazes ;
- Charles de Polignac (1884-1962).

### Anciens membres
Les anciens membres de la fondation sont énumérés ci-dessous selon l'ordre chronologique,
- André Cornu
- Paul Léon
- Georges Maringer
- André Mayer
- Emmanuel Fauré-Fremiet
- Edmond Faral, président
- Théodore Rosset
- Maurice de Broglie
- André Siegfried
- Maurice Reclus
- Maurice Sabatier
- Justin Jolly
- Paul Pelliot
- Paul Hazard
- Pierre Sauret
- Jacques Tréfouël
- Mario Roques
- André Latreille
- Pierre Donzelot
- René Leriche
- François Méjan
- Maurice Michel
- Roger Heim, président
- Gaston Berger
- Robert Courrier, président
- Jean Hourticq
- Paul Gaultier
- Julien Cain
- Jean Delay
- Laurent Capdecomme
- Marcel Bataillon
- Jean Humbert
- Louis de Polignac
- Robert Davril
- Pierre Aigrain
- Jean Vacherot
- Philippe Olmer
- Jean Sirinelli
- Marc Barbet
- Jean-Pierre Lehmann
- Georges Duby
- Pierre-Paul Grassé
- Étienne Wolff, président
- Jean Françaix
- Jacques Narbonne
- Charles Dubost
- Pierre Barçon
- André Thomas
- Denise Anguil
- Robert Mallet
- Jean Cazeneuve
- Michel Picard, administrateur civil
- Jacques Ruffié
- Jean Cluzel
- Édouard Bonnefous, président
- Edmond de Polignac
- Jacqueline de Romilly
- Yves Laporte, vice-président
- Max Gallo
- André Miquel, vice-président.
- Yves Pouliquen, président